# Tractat de Preobrajènskoie
El Tractat de Preobrajènskoie fou negociat per Johann Patkul, delegat d'August II el Fort i signat l'11 de novembre (C.J.) / 22 de novembre (C.G.) de 1699 a Preobrajènskoie (ara una part de Moscou, una colònia residencial basada en el model alemany, i amb molts immigrants que gaudia del favor del tsar Pere I de Rússia. Fou conseqüència de la reunió informal de Pere i August a Rava (Rawa, Rava-Ruska, Rava-Ruskaya) l'agost de 1698. Patkul fou l'autor de totes aquestes consideracions, ell havia intentat uns mesos enrere, una aliança entre Dinamarca i Brandenburg, i August el Fort. El maig de 1699, Patkul obtingué el suport del monarca danès Frederic IV.
El tractat detallava la partició de l'Imperi Suec entre Dinamarca, Rússia, Saxònia i la Confederació de Polònia i Lituània. No obstant això, l'elector Frederic III de Brandenburg] no va tenir cap interès a intervenir-hi. Després del tractat, el febrer de 1700 començaria la Gran Guerra del Nord.